# Княжко, Самуэль
Самуэль Княжко (словац. Samuel Kňažko; род. 7 августа 2002, Тренчин) — словацкий хоккеист, защитник клуба АХЛ «Кливленд Монстерз» (с 2022 года). Игрок сборной Словакии по хоккею с шайбой. Бронзовый призёр Олимпийских игр 2022 года.

## Клубная карьера
Княжко воспитанник словацкой хоккейной команды «Дукла (Тренчин)». С 2018 года вёл подготовку в системе финского хоккейного клуба «ТПС».
В 2020 году был выбран «Коламбус Блю Джекетс» под общим 78-м номером на драфте НХЛ.
9 июня 2021 года Княжко подписал с «Коламбус Блю Джекетс» трёхлетний контракт начального уровня. В сезоне 2022/2023 года дебютировал в играх НХЛ за «Коламбус Блю Джекетс».

## Карьера в сборной
С 2018 по 2022 годы регулярно приглашался в различные молодёжные и юношеские сборные Словакии. Участвовал в чемпионатах мира среди молодёжных команд 2020, 2021 и 2022 годов.
В 2021 помог Словакии завоевать путёвку на хоккейный олимпийский турнир в Пекин. В 2022 году был приглашён в состав олимпийской сборной Словакии для участия в играх в Пекине, где сборная Словакии завоевала бронзовые медали, а Княжко был одним из триумфаторов того турнира, сыграв семь матчей и сделав одну результативную передачу.
Самуэль был приглашён в сборную Словакии для участия в чемпионате мира 2023 года, где команда стала девятой.
В 2025 году вновь приглашён в состав первой национальной сборной Словакии для участия в чемпионате мира, который состоялся в Швеции и Дании.